# Internationale Luchthaven Phuket
De Internationale Luchthaven Phuket is een luchthaven in het district Thalang van de provincie Phuket in Thailand.
De luchthaven ligt aan de noordwestkant van het eiland direct aan de kust van de Andamanse Zee op ongeveer 4 meter boven het waterniveau. De luchthaven heeft één start en landingsbaan. De luchthaven wordt ook gebruikt door de Thaise luchtmacht en voor vrachtvervoer. Op Phuket wordt zowel gevlogen van binnen als buiten Thailand. De luchthaventerminal heeft sluizen waarmee de passagiers van het toestel het gebouw in kunnen lopen.

## Luchtvaartmaatschappijen die op Phuket vliegen
- Thai Airways International
- Nok Air
- Bangkok Airways
- Air Asia
- Phuket Air
- Malaysia Airlines
- China Airlines
- Bal Air
- Britannia Airways
- Britannia (Sweden)
- Condor Eludienst
- Etihad airways
- Emirates

- Far Eastern Air
- Finnair
- Firefly
- Dragonair
- Lauda Air
- Ltu Asia
- Nova Airlines
- Premi Air
- Silk Air
- Qatar Airways
- Thomson Airways (vanaf 5 november 2013)
- Trans Asia Airways
- Uni Airways

## Crash 2007
Op 16 september 2007 crashte One-Two-GO Vlucht 269 op de luchthaven. In totaal waren er 89 doden.